# Rajinder Kaur Bhattal
Rajinder Kaur Bhattal, née le 30 septembre 1945 à Lahore, est une femme politique indienne.
Elle est la ministre en chef du Pendjab indien du 21 janvier 1996 au 12 février 1997.